# Hans Sutermeister
Hans Sutermeister (1907 – 1977) byl švýcarský německy píšící spisovatel (uměleckým jménem Hans Moehrlen), lékař a politik.

## Díla
- Das schweizerische Tuberkulosegesetz. Geschichte, Inhalt, Ausführung und Erfolg bis zur Gegenwart. (1941)
- Zwischen zwei Welten. Novelle. (1942) ISBN 978-3-226-00030-6
- Nomen atque omen. Die Fortschritte der psychologischen Forschung und ihre weltanschauliche Tragweite (mit besonderer Berücksichtigung des Neuroseproblems). (1942)
- Verstehende oder erklärende Psychologie? (1942)
- Alte und neue Logik. Neuere Ergebnisse der psychologischen Forschung und ihre Tragweite (mit besonderer Berücksichtigung des Neuroseproblems). (1942)
- Psychologie und Weltanschauung: Wirklichkeitsfragen und ihre Beantwortung nach dem heutigen Stande der Wissenschaft in allgemeinverständlicher Darstellung. (1944)
- Von Tanz, Musik und anderen schönen Dingen: Psychologische Plaudereien. (1944)
- Neue Gesichtspunkte der medizinischen Psychologie. (1944)
- Neue Gesichtspunkte in der Psychologie. (1944)
- ‘Wünsche an die Welt von morgen’: Gedanken zu einer Umfrage . (1945/46)
- Zum gegenwärtigen Stand der Kropfforschung. (1945) PMID 21021268
- (Étienne Grandjean:) Föhn und Föhnkrankheit. (1945)
- Krankheit, Wetter und Klima. (1945)
- Zur Kontroverse ‘Abstrakt-Konkret’. (1945)
- Der Neopositivismus als kommende ‘Einheitsweltanschauung’? (1945)
- Zur Geschichte des Psychogeniebegriffs. (1945)
- Zum heutigen Stand des Erkältungsproblems. (1945) PMID 21021575
- Die Dermatologie in der Allgemeinpraxis. (1946)
- Über die Wandlungen in der Auffassung des Krankheitsgeschehens. (1947)
- Erfahrungen aus der Lagermedizin. (1948) PMID 18862801
- Über Speranskys ‘Neuralpathologie’ und ‘Neuraltherapie’. (1948) PMID 18883564
- Zum Thema Mode und Medizin. (1948) PMID 18100731
- Über Speranskys Krankheitslehre. Speranskys Neuralpathologie und Neuraltherapie. (1948) PMID 18886628
- Über Speranskys Krankheitslehre. (1949) PMID 18129129
- Über Rhythmusforschung in der Medizin. (1949) PMID 18140851
- Nachwort zum Aufsatz über Speranskys Krankheitslehre. (1949) PMID 15410397
- Über Farben- und Musiktherapie. (1950) PMID 15404703
- Neue Gesichtspunkte in Medizin und Psychohygiene. (1950) PMID 15412891
- Film und Psychohygiene. (1950) PMID 15435807
- Über psychosomatische Medizin. (1950) PMID 14777055
- Über den heutigen Stand der Sexualforschung. (1950) PMID 14780971
- Zur Psychologie des Kurpfuschers. In: Praxis: Schweizerische Rundschau für Medizin. Jahrgang 39, Nr. 52, 28. Dezember 1950, S.1115–1122, PMID 14816246
- Medizin und Presse. (1950)
- Musiktherapie. (1951)
- Der heutige Stand der ‚psychosomatischen Medizin‘. (1951) PMID 14891595
- Psychosomatik des Lachens und Weinens. In: Gesundheit und Wohlfahrt. (1952) PMID 12989438
- Masse und Musik. (1952)
- Psychosomatik des Schmerzes (Der heutige Stand des Schmerzproblems). (1952) PMID 13003877
- Schiller als Arzt, sein Beitrag zur psychosomatischen Medizin. (1953) PMID 13100228
- (Werner Bärtschi-Rochaix:) Zur Pathopsychologie des Lachens. (1954) PMID 14385748
- Über die Fortschritte der ‘psychosomatischen’ Forschung. (1954) PMID 13177317
- Zum heutigen Stand der Aphasienforschung. (1954) PMID 13224618
- Schiller als Arzt: ein Beitrag zur Geschichte der psychosomatischen Forschung. (1955)
- Screen–hypnosis. (1955)
- G. Ch. Lichtenberg und die Medizin. (1955) PMID 13265751.
- (Werner Bärtschi-Rochaix:) Zur Pathophysiologie des Lachens, zugleich ein Beitrag über licht-aktivierte Lachanfälle (1955) doi:10.1159/000105337, PMID 14390935
- Über die Fortschritte der Sprachpsychologie und Sprachtherapie. (1955)
- Der heutige Stand der psychosomatischen Forschung.
- Film und Psychohygiene. (1955) PMID 14384673
- Vom ärztlichen Ethos. (1955) PMID 13254612
- Der Alltag des Arztes. (1956)
- Das Rätsel um Robert Schumanns Krankheit. Ein Beitrag zum Genieproblem. (1959) PMID 13835817
- Kriminalpsychologie und Medizin. (1960) PMID 13835816
- Das Föhnproblem im Rahmen der modernen Meteoropathologie. Ein Beitrag zur Psychosomatik der Wetterfühligkeit. (1960)
- Zur Psychologie des Justizirrtums. (1962)
- Medizin im Schatten der Schlagworte. (1963) PMID 14096239
- Psychosomatik des Musikerlebens. Prolegomena zur Musiktherapie. (1964) doi:10.1159/000285721, PMID 14155994.
- Der heutige Stand der psychosomatischen Medizin. (1964)
- Justizirrtum um einen Mord. Zur Revision des Jaccoudprozesses. (1966)
- Dringliche Revision des schweizerischen Familienrechts betreffend Schutz der unehelichen Mutter und des unehelichen Kindes sowie betreffend Adoption. PMID 5633079
- Zum Tag der Menschenrechte. (1968)
- Möglichkeiten einer inneren und äusseren Schulreform im Sinne der Gesamtschule in der Stadt Bern. Prolegomena zu einer Projektstudie „Integrierte Gesamtschule Brünnen“ entsprechend der Motion Theiler. (1971)
- Dualismus: Psychoanalyse und Neuropsychiatrie. Der Versuch zu einer Synthese muß aus den Ansätzen kommen. (1973)
- Brauchen wir ein Bundeskriminalamt? (1973)
- Die ‚Fristenlösung' und der Hippokrateseid. (1974) PMID 4438241
- Grundbegriffe der Psychologie von heute. (1976) ISBN 978-3-226-00313-0
- Summa Iniuria: Ein Pitaval der Justizirrtümer. (1976) ISBN 978-3-226-00096-2
- Schutz– und Erholungsregressionen. Psychotische Bildnerei als Wegweiser zu einer „Kunsttherapie“. (1977)